# Église Notre-Dame des Barils
L'église Notre-Dame des Barils est une église située aux Barils, dans le département de l'Eure, en France.

## Localisation
L'église Notre-Dame est située au centre du village des Barils. Elle dépend de la paroisse catholique de « Sainte Marie du Pays de Verneuil » au sein du diocèse d'Évreux.

## Histoire
La première église date du XIIe siècle. De cet édifice originel, il reste de visible quelques maçonneries en grison ainsi qu'un contrefort plat au sud de la nef.
La porte d'entrée date du XIVe siècle.
L'église est détruite en 1807 à la suite d'un incendie dû à la foudre. Elle est entièrement remaniée lors de sa reconstruction. Le clocher carré date de 1847,.

## Description
L'église Notre-Dame est un édifice rectangulaire, avec chœur en retrait, bâti selon une orientation est - ouest (le chœur étant orienté à l'est et le porche à l'ouest).
Le clocher est érigé devant le porche. C'est une tour-porche carrée surmontée d'une flèche polygonale.
|                   |
| Plan de l'église. |

Devant l'entrée de l'église, à l'extérieur de la tour-clocher, se trouve une dalle funéraire en grès, ornée d'une croix, datant du XVIe ou XVIIe siècle. Une autre dalle en grès, aussi ornée d'une croix, se trouve devant le porche d'entrée de l'église à l'intérieur de la tour-clocher, elle date aussi de la même époque.
Sur le côté gauche du mur du porche, se trouve un triptyque peint à l'huile sur bois, datant du XVIe ou XVIIe siècle, représentant le Christ entouré de saint Pierre et de saint Paul.
Les fonts baptismaux, situés devant le triptyque, datent du XVIe siècle.

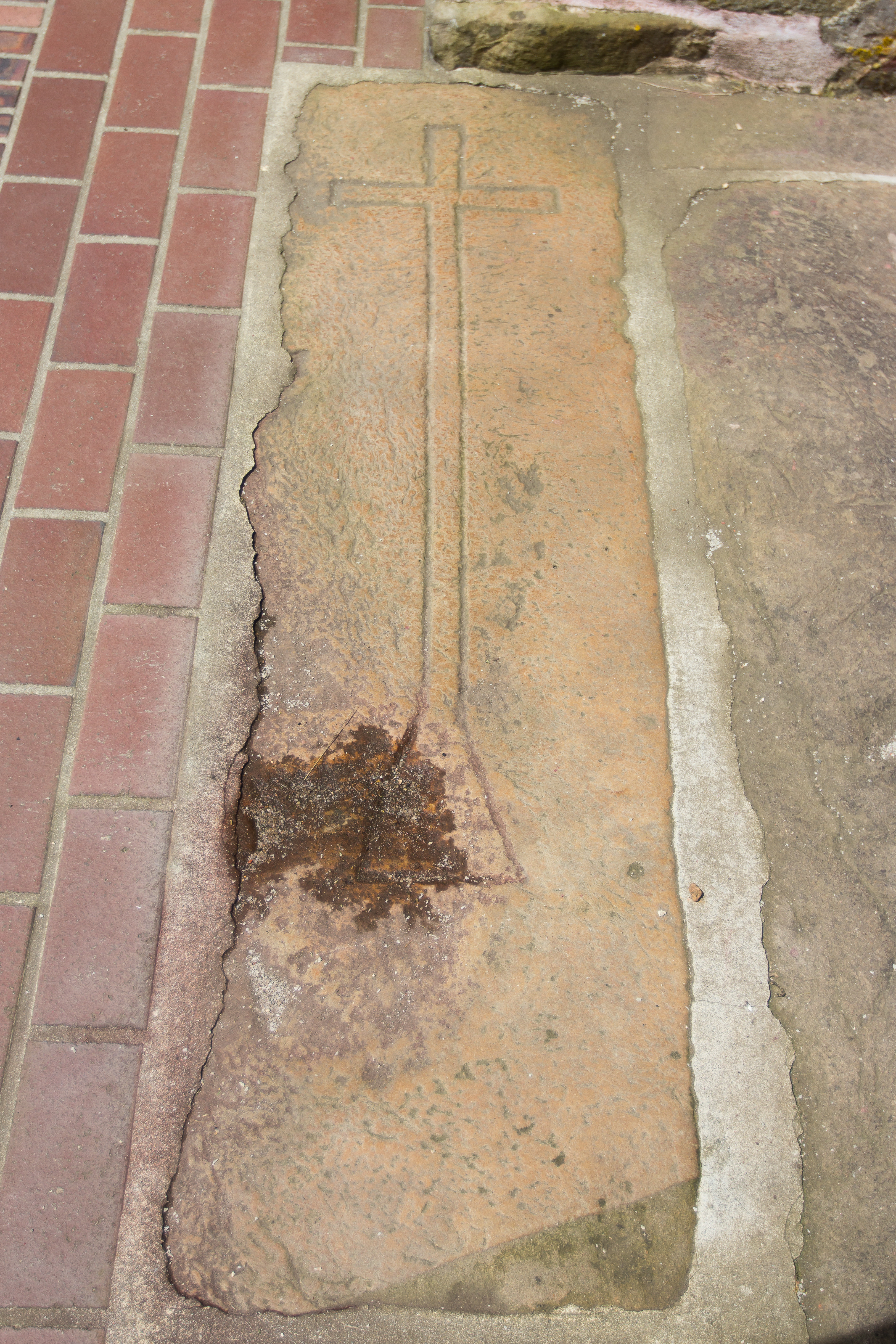
La dalle funéraire devant l'entrée de l'église.
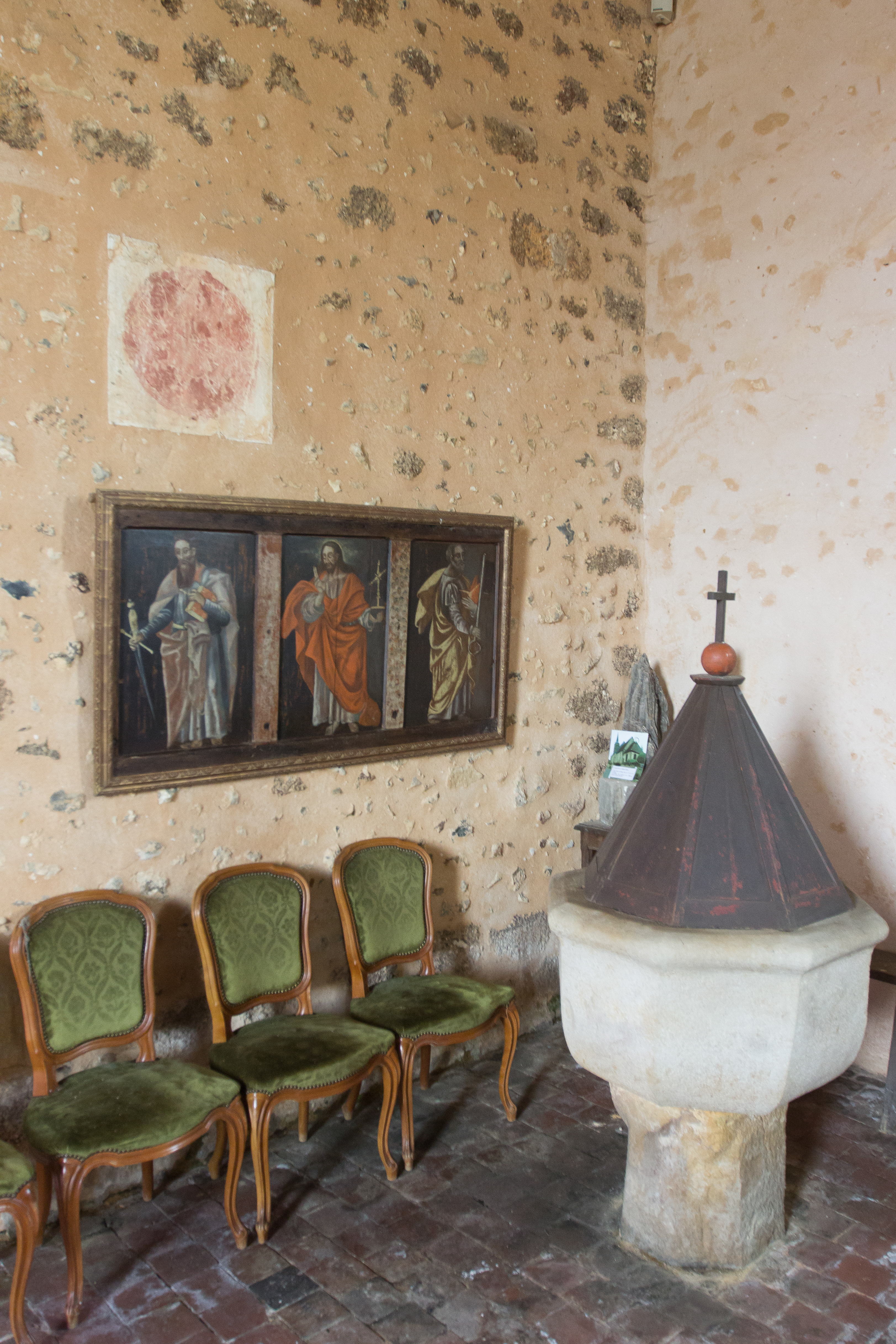
Le retable près du porche d'entrée et les fonts baptismaux.

Les murs de la nef comportent plusieurs statues représentant : saint Antoine de Padoue, la Vierge à l'Enfant, l'éducation de la Vierge par sainte Anne, sainte Barbe, un saint évêque et sainte Thérèse de l'enfant Jésus.
Deux autels retables, en forme de tombeaux, sont disposés de part et d'autre du chœur, sur les murs latéraux du fond de la nef. Chacun comportent une statue de plâtre, celle de droite représente la Vierge à l'Enfant.
Un retable est disposé contre le mur du fond du chœur. Son autel, de couleur gris et or, est en forme de tombeau. Le tabernacle qui repose sur l'autel, est de forme hémicirculaire, en bois peint en gris et or. Il comporte cinq statuettes : Saint Louis et deux évêques séparés par deux anges. Les niches latérales du retable contiennent des statues en bois polychrome représentant saint Pierre, à gauche, saint Paul, à droite. Une peinture sur toile représentant l'Immaculée Conception orne le centre du retable.

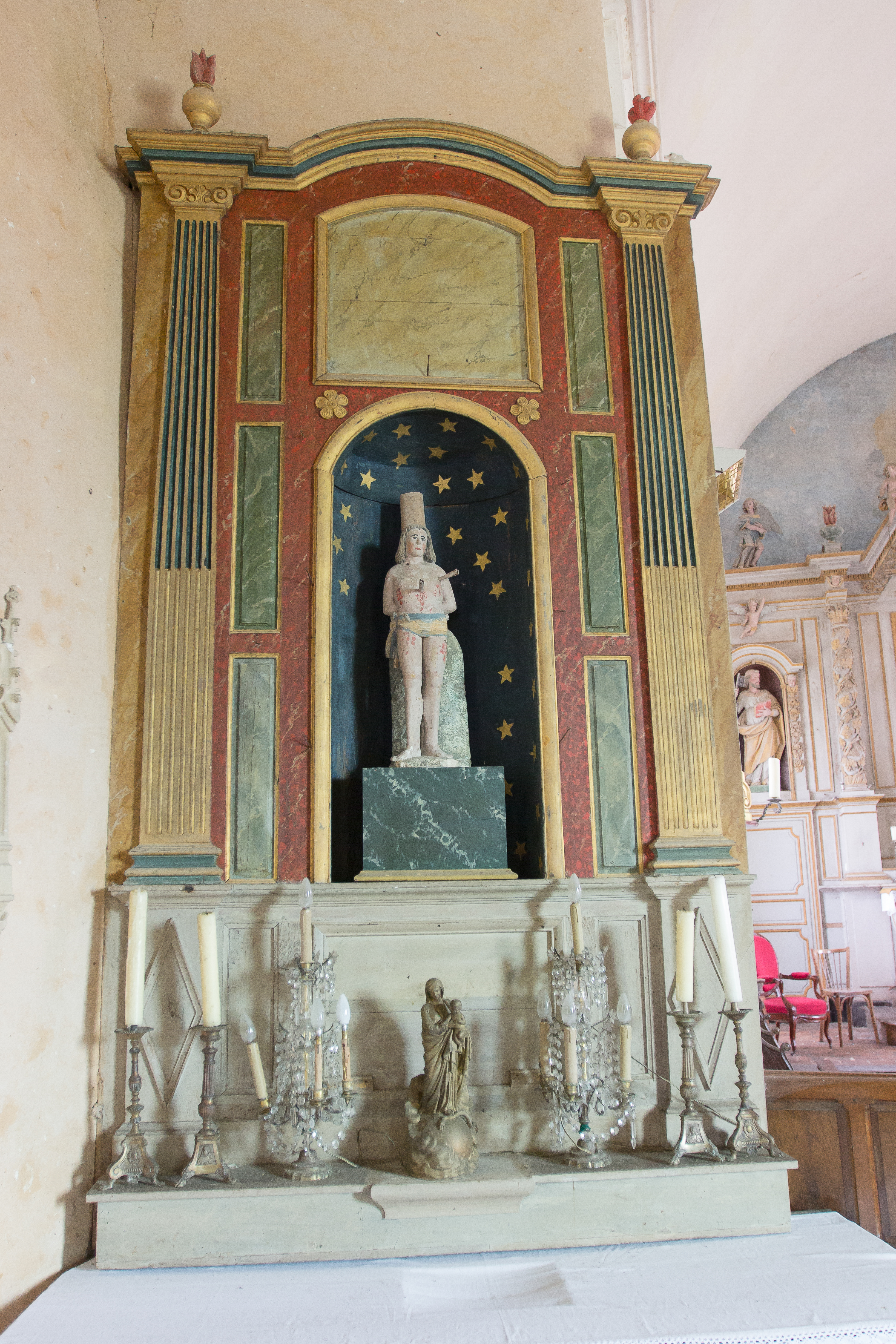
Le retable latéral gauche de la nef.
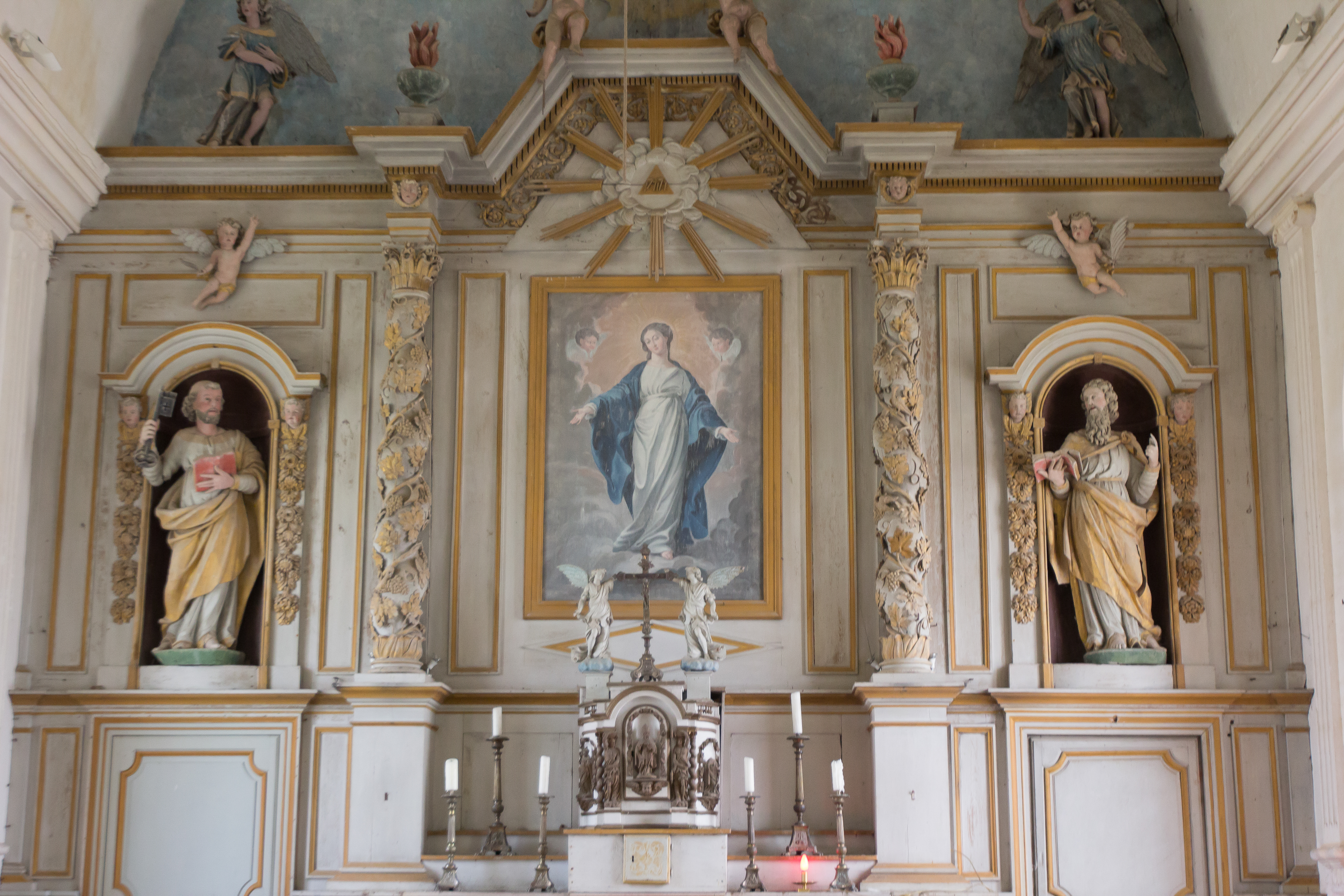
Le retable central du chœur.
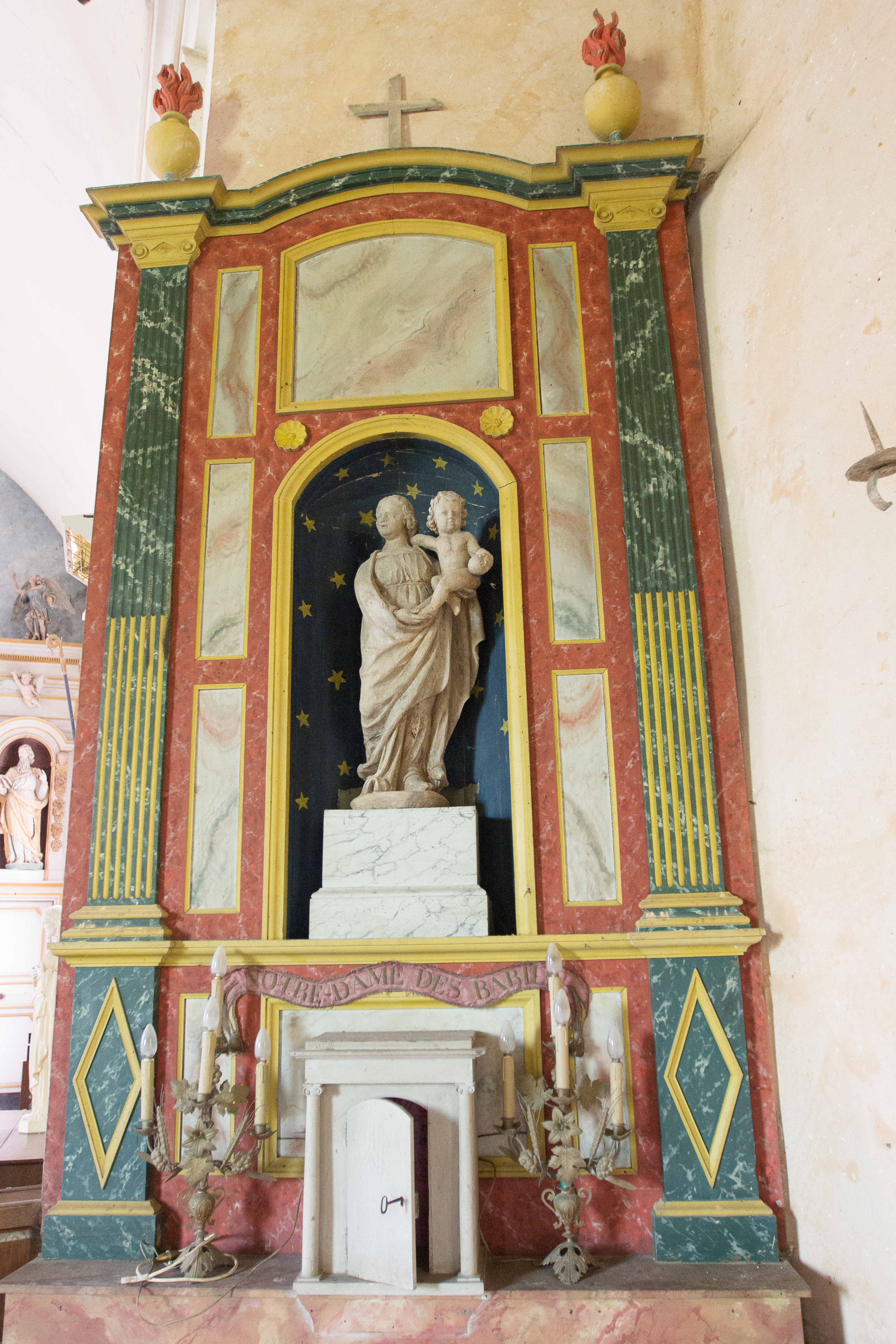
Le retable latéral droit de la nef.

## Galerie de photographies

Vues de l'extérieur de l'église.
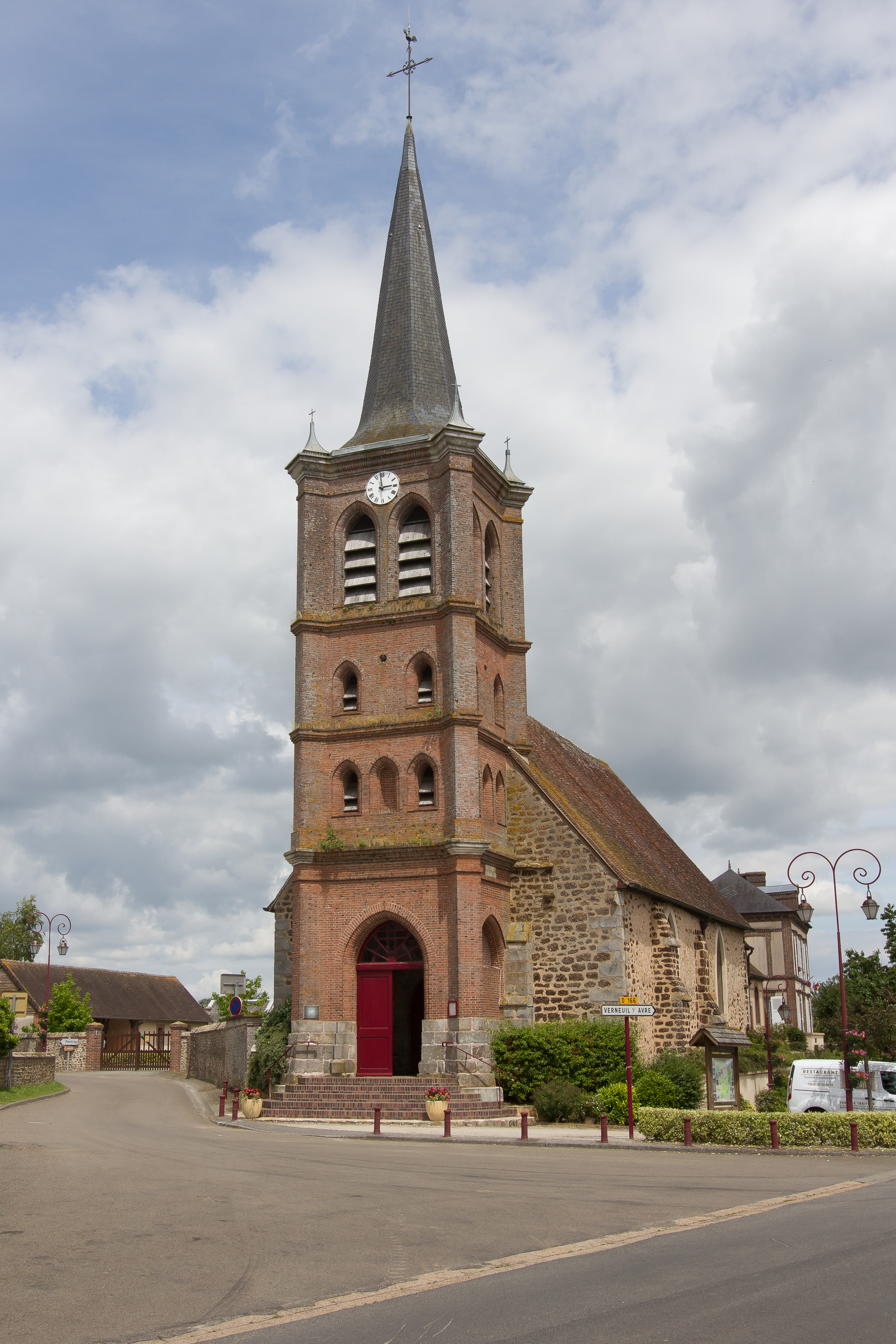
Vue d'ensemble de l'église.
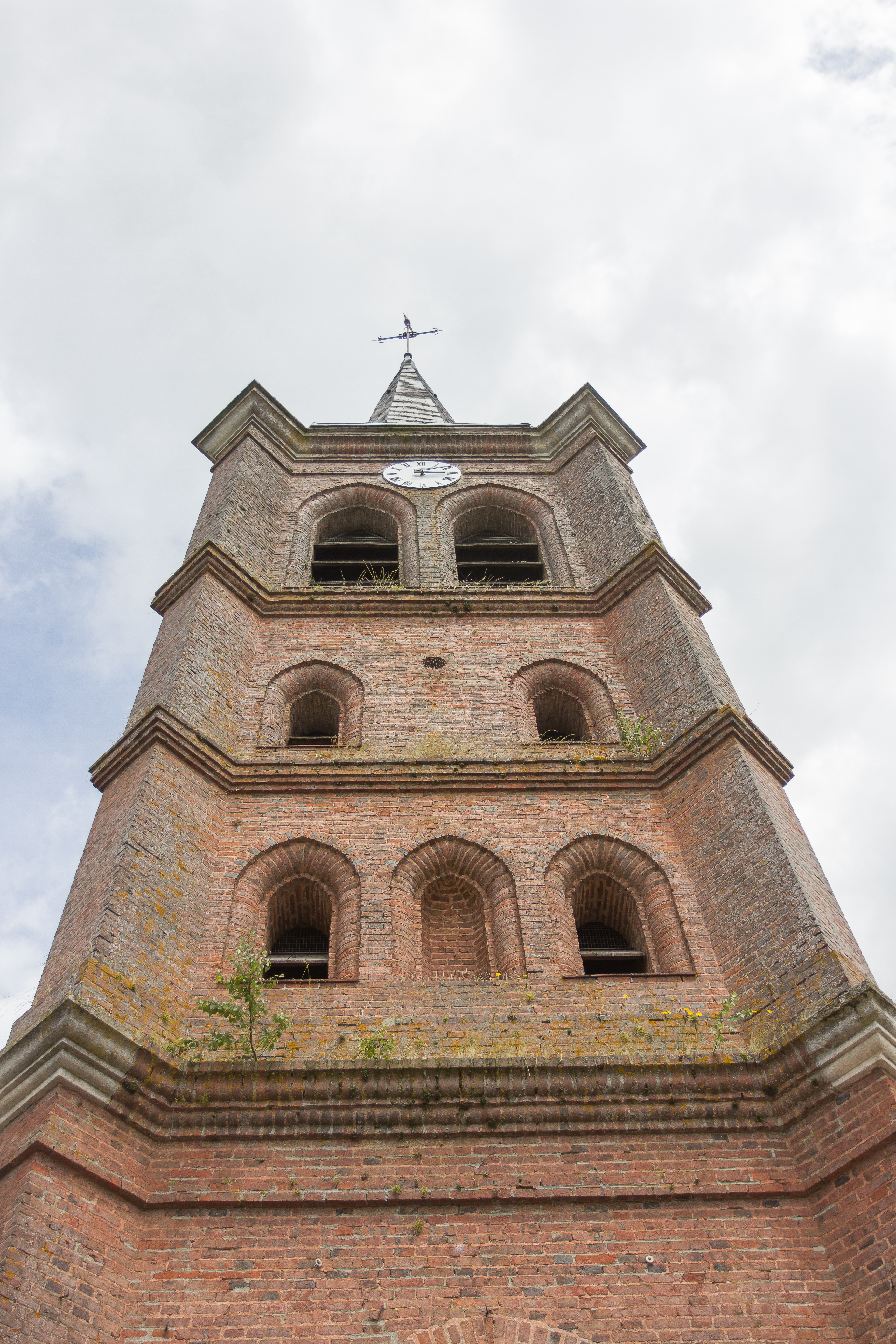
Vue du clocher.
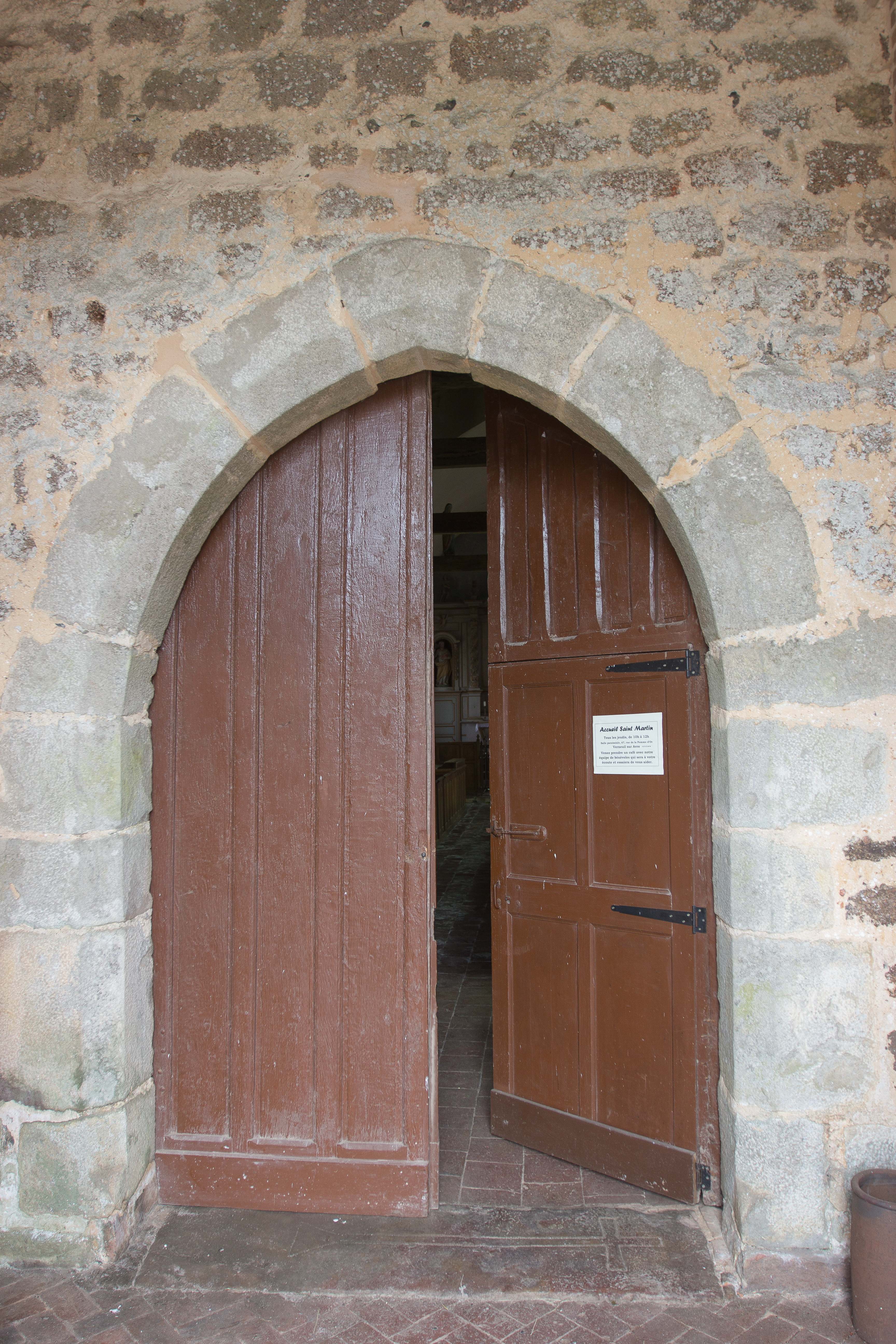
Vue du porche.

Vues de l'intérieur de l'église.
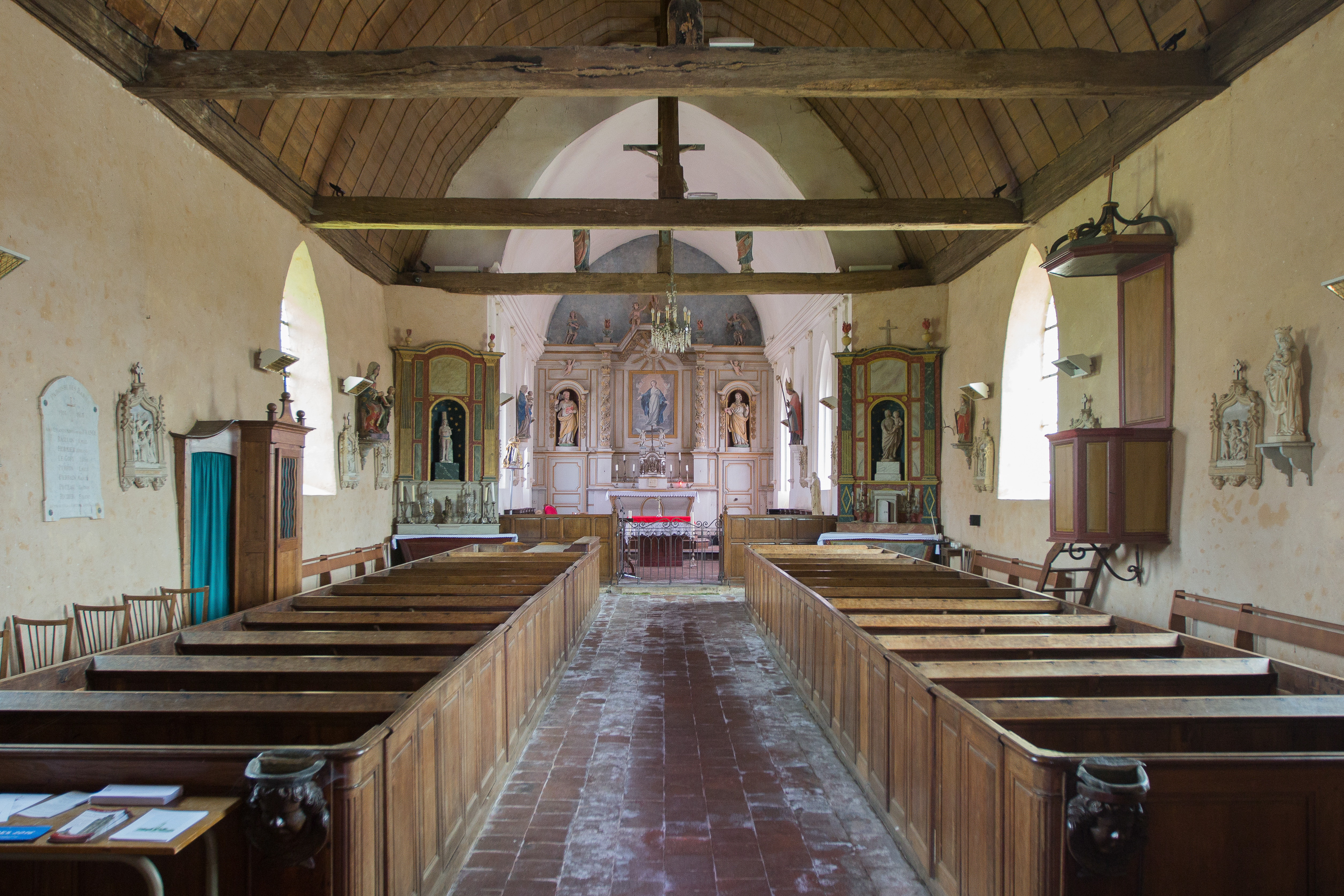
Vue de la nef en direction du chœur.
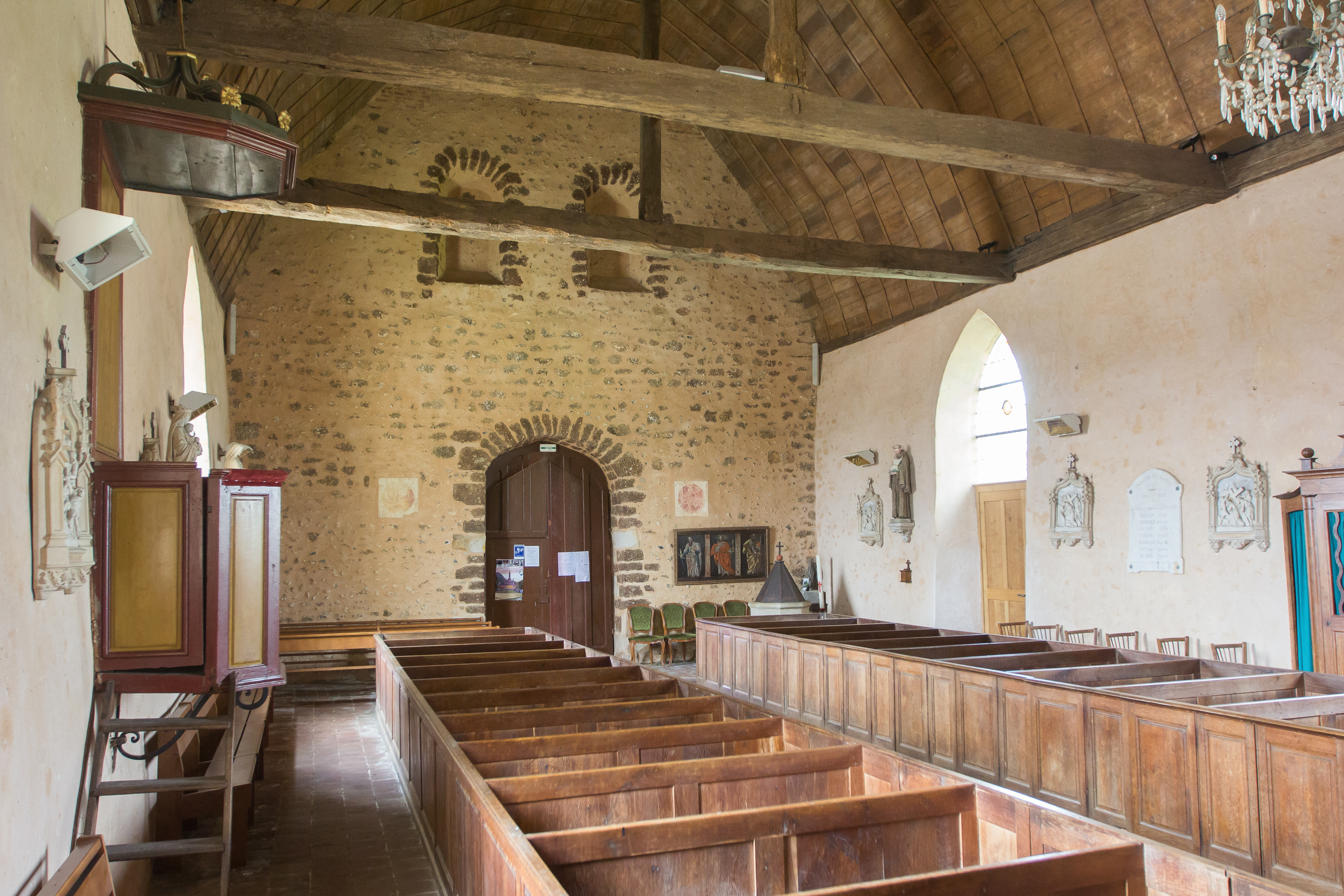
Vue de la nef en direction du porche.
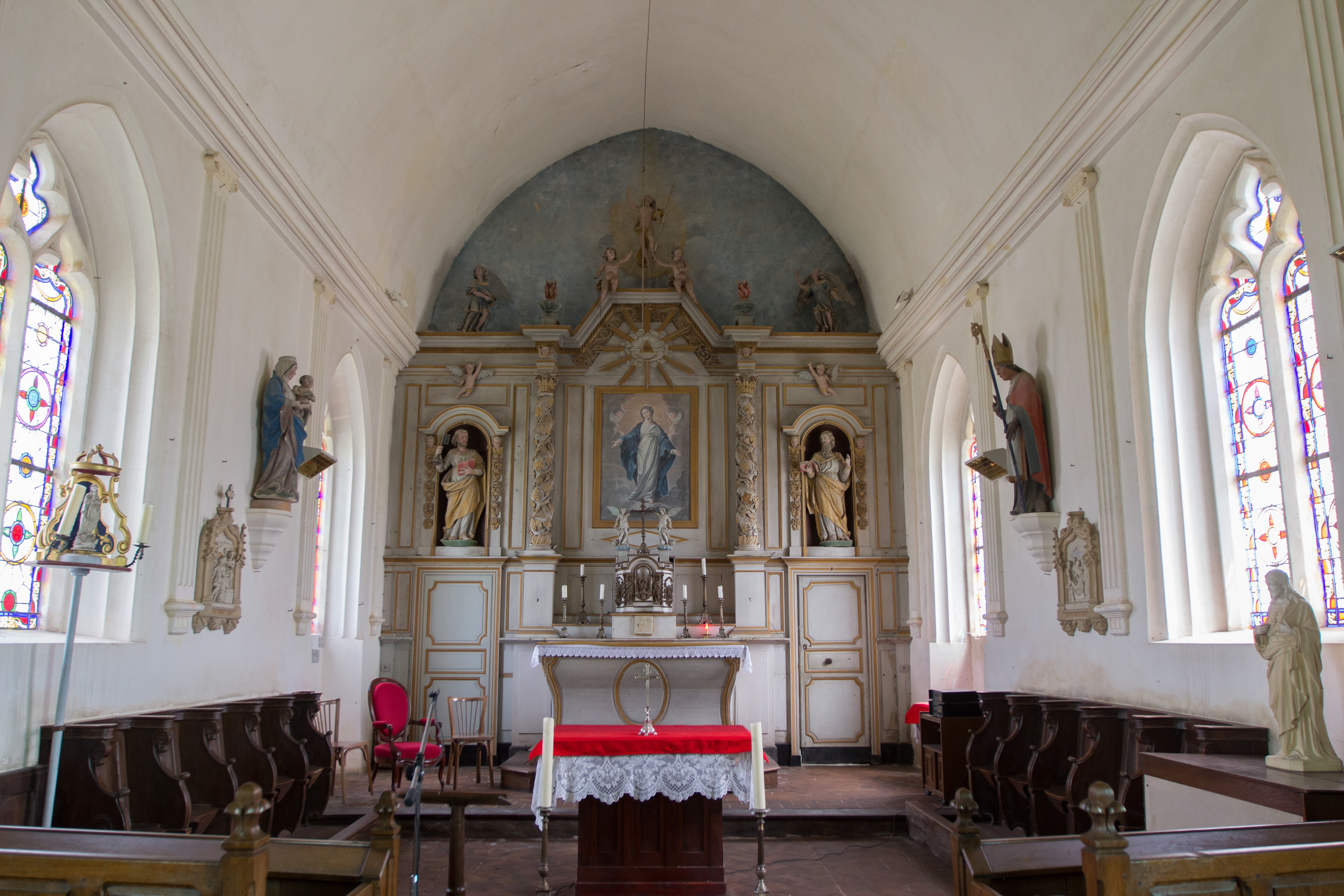
Vue du chœur.
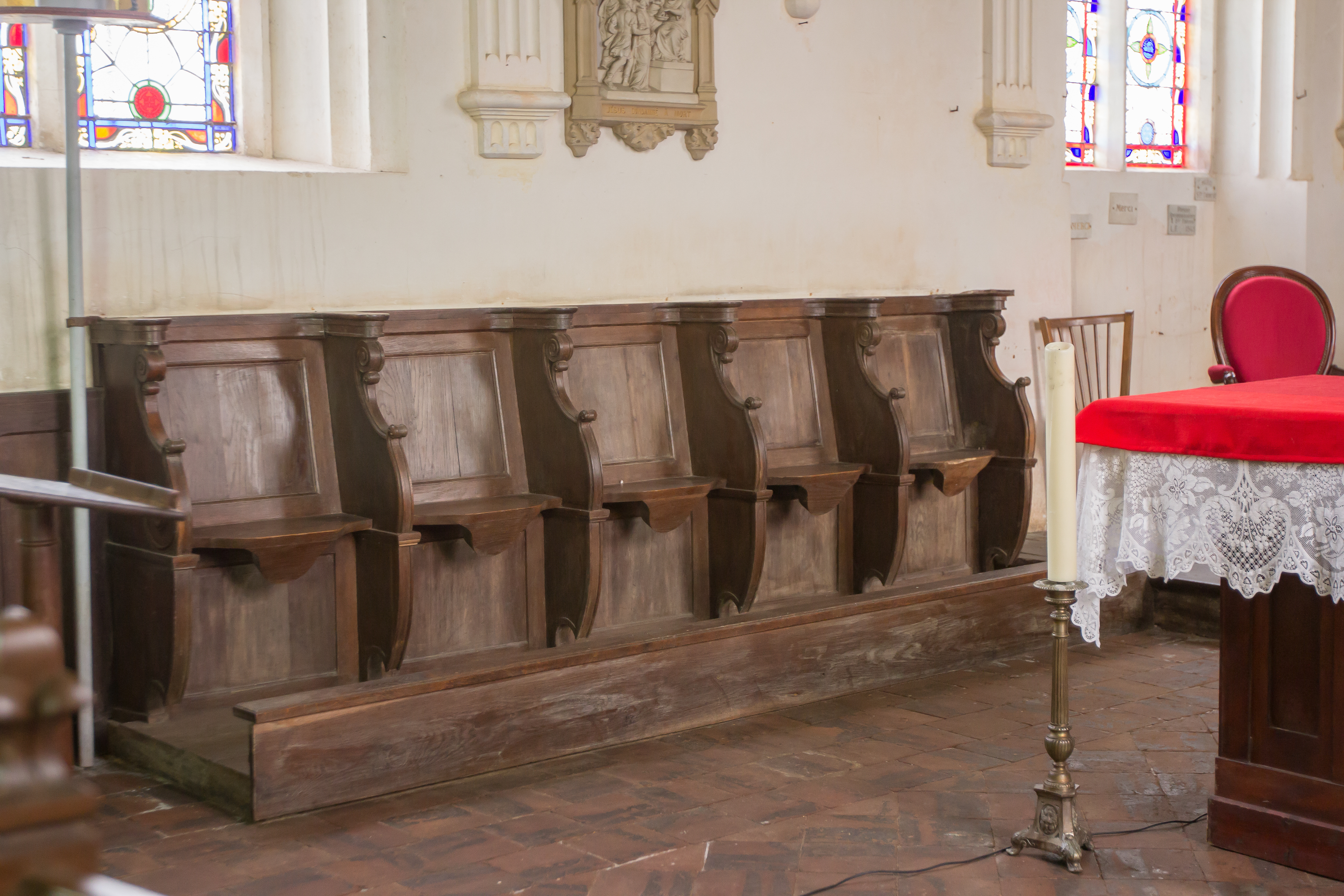
Vue des stalles du côté gauche du chœur.